# Guido II di Mâcon
Guido di Mâcon, Guy in francese, Guiu in catalano e Wido in latino (1040 – 1109), fu Conte di Mâcon dal 1065 al 1078.

## Origine
Secondo il Recueil des chartes de l'abbaye de Cluny. Tome 4, Guido era figlio del Conte di Mâcon, Goffredo, e della moglie, Beatrice, che secondo il documento n° 3577 del Recueil des chartes de l'abbaye de Cluny. Tome 4 era sorella di Guido Capels ed era sposata, in seconde nozze cll conte di Mâcon, Goffredo.

Goffredo di Mâcon, sia secondo le Lettre touchant Béatrix comtesse de Chalon, che secondo il Recueil des chartes de l'abbaye de Cluny. Tome 3, era figlio del Conte di Mâcon, Ottone II e della moglie, Elisabetta di Vergy, figlia di Enrico di Vergy, come da documento n° 2776 del Recueil des chartes de l'abbaye de Cluny. Tome 3.

## Biografia
La prima citazione di Guido si ha nel documento n° 2852 del Recueil des chartes de l'abbaye de Cluny. Tome 4, inerente a una donazione del nonno, Ottone (Oddo comes), alla presenza di suo padre, Goffredo e di Guido (Gausfredi filius eius, Widonis filii Gausfredi comitis)  .
Non si conosce l'anno esatto della morte del nonno, Ottone, che avvenne dopo il 1040.

Suo padre, Goffredo succedette a Ottone II (post hunc, Gaufridus), come conferma il Cartulaire de Saint-Vincent de Mâcon.
Suo padre, Goffredo, sia secondo la Histoire de Mâcon du IXème au XIIIème, che secondo LES COMTES DE MACON, morì, nel 1065.

Guido succedette a Goffredo (post Gaufridum, Guido), come Guido II.
Anche Guido, così come aveva fatto suo padre, Goffredo, alla chiesa di Saint-Vincent di Mâcon, secondo il documento n° 3488 del Recueil des chartes de l'abbaye de Cluny. Tome 4, per espiare i propri peccati, ed in suffragio delle anime dei genitori, fece una donazione all'abbazia di Cluny.
Quando, nel 1076, alla morte del duca di Borgogna, Roberto I, il nipote, Ugo reclamò con fermezza i suoi diritti alla successione nel ducato, e riuscì a farsi riconoscere duca dai suoi vassalli, che sotto suo nonno avevano raggiunto una certa indipendenza, riuniti a Digione, senza combattere e senza spargimento di sangue, come ci viene confermato da Orderico Vitale, secondo la Histoire de Mâcon du IXème au XIIIème, Guido II, vassallo del ducato di Borgogna era presente.
Nel 1078, Guido rinunciò alla contea di Mâcon a favore del cugino, Guglielmo I, Conte di Borgogna, con l'approvazione del duca di Borgogna, Ugo I, come da documento n° 3518 del Recueil des chartes de l'abbaye de Cluny. Tome 4, ritirandosi, facendosi monaco, nell'abbazia di Cluny, come da documento n° 3528 del Recueil des chartes de l'abbaye de Cluny. Tome 4.
Guido, secondo LES COMTES DE MACON, morì, nel 1109.

## Matrimonio e discendenza
Guido aveva sposato, prima del 1066, Major di Navarra (?-dopo il 1115), figlia del re di Pamplona della dinastia Jimena, García Sánchez, detto “él de Nájera” e di Stefania di Foix; il documento n° XI del Cartulaire de Saint-Vincent de Mâcon, datato 1067, cita la contessa Major (Maitris comitisse), moglie di Guido II (Guido comes); secondo Samuel Guichenon, Major dopo l'abdicazione del marito, si ritirò in convento.

Guido da Major, secondo Samuel Guichenon ebbe quattro figli, due maschi e due femmine che seguirono i genitori in convento.

### Fonti primarie
- (LA)  Cartulaire de Saint-Vincent de Mâcon, connu sous le nom de "Livre enchaîné".
- (LA)  Recueil des chartes de l'abbaye de Cluny. Tome 3.
- (LA)  Recueil des chartes de l'abbaye de Cluny. Tome 4.
- (LA)  Saeculum XII. Orderici Vitalis,... Historia ecclesiastica.
- (LA)  (FR)  Lettre touchant Béatrix comtesse de Chalon.

### Letteratura storiografica
- Louis Halphen, "La Francia dell'XI secolo", cap. XXIV, vol. II (L'espansione islamica e la nascita dell'Europa feudale) della Storia del Mondo Medievale, 1979, pp. 770–806.
- (FR)  Histoire de Mâcon du IXème au XIIIème.